# Campionato europeo di pallanuoto 1989 (maschile)
La XIXª edizione del campionato europeo di pallanuoto si è giocata dal 13 al 20 agosto 1989 a Bonn, all'interno del programma dei XIX europei LEN.
La formula è stata radicalmente cambiata rispetto alle recenti edizioni. Le 16 squadre partecipanti erano inizialmente inserite in quattro gironi da quattro squadre ciascuno al termine dei quali le prime tre classificate hanno avuto accesso alla seconda fase: due gironi da sei in cui si mantenevano i risultati degli scontri diretti della prima fase, con le prime due classificate ammesse alle semifinali.

Davanti al proprio pubblico, e all'ultima apparizione continentale per via della futura riunificazione, la Germania Ovest si è aggiudicata il suo secondo titolo europeo battendo in finale la Jugoslavia, al suo terzo argento consecutivo.

## Squadre Partecipanti
GRUPPO A1
- Gran Bretagna
- Grecia
- Italia
- Ungheria

GRUPPO A2
- Cecoslovacchia
- Germania Ovest
- Polonia
- Spagna

GRUPPO B1
- Francia
- Jugoslavia
- Romania
- Svezia

GRUPPO B2
- Austria
- Bulgaria
- Paesi Bassi
- Unione Sovietica

## Prima fase

### Gruppo A1
|    | Squadra       | Punti | G | V | N | P | GF | GS | DR  |
| -- | ------------- | ----- | - | - | - | - | -- | -- | --- |
| 1. | Italia        | 6     | 3 | 3 | 0 | 0 | 34 | 16 | +18 |
| 2. | Ungheria      | 4     | 3 | 2 | 0 | 1 | 32 | 28 | +4  |
| 3. | Grecia        | 2     | 3 | 1 | 0 | 2 | 23 | 30 | -7  |
| 4. | Gran Bretagna | 0     | 3 | 0 | 0 | 3 | 18 | 33 | -15 |

- 13 agosto

| Italia   | 12 – 7  | Grecia        |
| Ungheria | 12 – 11 | Gran Bretagna |

- 14 agosto

| Ungheria      | 7 – 8  | Italia |
| Gran Bretagna | 5 – 10 | Grecia |

- 15 agosto

| Italia   | 14 – 2 | Gran Bretagna |
| Ungheria | 13 – 9 | Grecia        |

### Gruppo A2
|    | Squadra        | Punti | G | V | N | P | GF | GS | DR  |
| -- | -------------- | ----- | - | - | - | - | -- | -- | --- |
| 1. | Spagna         | 5     | 3 | 2 | 1 | 0 | 34 | 21 | +13 |
| 2. | Germania Ovest | 4     | 3 | 2 | 0 | 1 | 30 | 24 | +6  |
| 3. | Cecoslovacchia | 2     | 3 | 1 | 0 | 2 | 25 | 27 | -2  |
| 4. | Polonia        | 1     | 3 | 0 | 1 | 2 | 19 | 26 | -7  |

- 13 agosto

| Cecoslovacchia | 9 – 6   | Polonia        |
| Spagna         | 14 – 12 | Germania Ovest |

- 14 agosto

| Spagna         | 10 – 9 | Cecoslovacchia |
| Germania Ovest | 7 – 3  | Polonia        |

- 15 agosto

| Spagna         | 10 – 10 | Polonia        |
| Germania Ovest | 11 – 7  | Cecoslovacchia |

### Gruppo B1
|    | Squadra    | Punti | G | V | N | P | GF | GS | DR  |
| -- | ---------- | ----- | - | - | - | - | -- | -- | --- |
| 1. | Jugoslavia | 6     | 3 | 3 | 0 | 0 | 36 | 20 | +16 |
| 2. | Francia    | 3     | 3 | 1 | 1 | 1 | 25 | 19 | +6  |
| 3. | Romania    | 3     | 3 | 1 | 1 | 1 | 28 | 29 | -1  |
| 4. | Svezia     | 0     | 3 | 0 | 0 | 3 | 15 | 36 | -21 |

- 13 agosto

| Jugoslavia | 13 – 9 | Romania |
| Francia    | 10 – 3 | Svezia  |

- 14 agosto

| Jugoslavia | 9 – 8  | Francia |
| Romania    | 12 – 9 | Svezia  |

- 15 agosto

| Francia    | 7 – 7  | Romania |
| Jugoslavia | 14 – 3 | Svezia  |

### Gruppo B2
|    | Squadra          | Punti | G | V | N | P | GF | GS | DR  |
| -- | ---------------- | ----- | - | - | - | - | -- | -- | --- |
| 1. | Unione Sovietica | 6     | 3 | 3 | 0 | 0 | 43 | 15 | +18 |
| 2. | Paesi Bassi      | 3     | 3 | 1 | 1 | 1 | 30 | 21 | +9  |
| 3. | Bulgaria         | 3     | 3 | 1 | 1 | 1 | 22 | 29 | -7  |
| 4. | Austria          | 0     | 3 | 0 | 0 | 3 | 17 | 45 | -18 |

- 13 agosto

| Bulgaria         | 10 – 5 | Austria     |
| Unione Sovietica | 9 – 6  | Paesi Bassi |

- 14 agosto

| Unione Sovietica | 18 – 5 | Austria  |
| Paesi Bassi      | 8 – 8  | Bulgaria |

- 15 agosto

| Unione Sovietica | 16 – 4 | Bulgaria |
| Paesi Bassi      | 17 – 7 | Austria  |

## Seconda fase

### Gruppo C
|    | Squadra        | Punti | G | V | N | P | GF | GS | DR  |
| -- | -------------- | ----- | - | - | - | - | -- | -- | --- |
| 1. | Italia         | 8     | 5 | 3 | 2 | 0 | 52 | 43 | +9  |
| 2. | Germania Ovest | 7     | 5 | 3 | 1 | 1 | 54 | 46 | +8  |
| 3. | Spagna         | 5     | 5 | 2 | 1 | 2 | 48 | 51 | -3  |
| 4. | Cecoslovacchia | 4     | 5 | 2 | 0 | 3 | 44 | 48 | -18 |
| 5. | Ungheria       | 4     | 5 | 2 | 0 | 3 | 47 | 43 | +4  |
| 6. | Grecia         | 2     | 5 | 1 | 0 | 4 | 39 | 53 | -14 |

- 16 agosto

| Grecia         | 9 – 7  | Spagna         |
| Germania Ovest | 11 – 9 | Ungheria       |
| Italia         | 11 – 8 | Cecoslovacchia |

- 16 agosto

| Ungheria       | 10 – 6  | Spagna |
| Germania Ovest | 10 – 10 | Italia |
| Cecoslovacchia | 11 – 8  | Grecia |

- 18 agosto

| Italia         | 11 – 11 | Spagna   |
| Germania Ovest | 10 – 6  | Grecia   |
| Cecoslovacchia | 9 – 8   | Ungheria |

### Gruppo D
|    | Squadra          | Punti | G | V | N | P | GF | GS | DR  |
| -- | ---------------- | ----- | - | - | - | - | -- | -- | --- |
| 1. | Unione Sovietica | 9     | 5 | 4 | 1 | 0 | 53 | 27 | +26 |
| 2. | Jugoslavia       | 9     | 5 | 4 | 1 | 0 | 51 | 33 | +18 |
| 3. | Romania          | 5     | 5 | 2 | 1 | 2 | 46 | 47 | -1  |
| 4. | Paesi Bassi      | 3     | 5 | 1 | 1 | 3 | 32 | 41 | -9  |
| 5. | Bulgaria         | 3     | 5 | 1 | 1 | 3 | 34 | 58 | -24 |
| 6. | Francia          | 1     | 5 | 0 | 1 | 4 | 31 | 41 | -10 |

- 16 agosto

| Jugoslavia       | 13 – 6 | Bulgaria |
| Unione Sovietica | 12 – 5 | Romania  |
| Paesi Bassi      | 6 – 4  | Francia  |

- 17 agosto

| Jugoslavia       | 11 – 5 | Paesi Bassi |
| Bulgaria         | 8 – 16 | Romania     |
| Unione Sovietica | 11 – 7 | Francia     |

- 18 agosto

| Jugoslavia  | 5 – 5 | Unione Sovietica |
| Paesi Bassi | 7 – 9 | Romania          |
| Bulgaria    | 8 – 5 | Francia          |

### Gruppo 13º-16º posto
|    | Squadra       | Punti | G | V | N | P | GF | GS | DR  |
| -- | ------------- | ----- | - | - | - | - | -- | -- | --- |
| 1. | Polonia       | 6     | 3 | 3 | 0 | 0 | 32 | 21 | +11 |
| 2. | Austria       | 3     | 3 | 1 | 1 | 1 | 24 | 25 | -1  |
| 3. | Gran Bretagna | 2     | 3 | 1 | 0 | 2 | 20 | 27 | -7  |
| 4. | Svezia        | 1     | 3 | 0 | 1 | 2 | 26 | 29 | -3  |

- 16 agosto

| Polonia | 10 – 4 | Gran Bretagna |
| Svezia  | 8 – 8  | Austria       |

- 17 agosto

| Polonia       | 11 – 8 | Austria |
| Gran Bretagna | 10 – 9 | Svezia  |

- 18 agosto

| Austria | 8 – 7  | Gran Bretagna |
| Polonia | 11 – 9 | Svezia        |

## Fase finale

### Semifinali
- 19 agosto

| Italia           | 7 – 8  | Jugoslavia     |
| Unione Sovietica | 8 – 10 | Germania Ovest |

### Finali
- 19 agosto — 11º posto

| Grecia | 13 – 8 | Francia |

- 19 agosto — 9º posto

| Ungheria | 14 – 7 | Bulgaria |

- 19 agosto — 7º posto

| Cecoslovacchia | 9 – 4 | Paesi Bassi |

- 19 agosto — 5º posto

| Spagna | 8 – 13 | Romania |

- 20 agosto — Finale per il Bronzo

| Italia | 12 – 11 dTS | Unione Sovietica |

- 20 agosto — Finale per l'Oro

| Jugoslavia | 9 – 10 dTS | Germania Ovest |

## Classifica finale
| Pos. | Squadra          |
| ---- | ---------------- |
|      | Germania Ovest   |
|      | Jugoslavia       |
|      | Italia           |
| 4    | Unione Sovietica |
| 5    | Romania          |
| 6    | Spagna           |
| 7    | Cecoslovacchia   |
| 8    | Paesi Bassi      |
| 9    | Ungheria         |
| 10   | Bulgaria         |
| 11   | Grecia           |
| 12   | Francia          |
| 13   | Polonia          |
| 14   | Austria          |
| 15   | Gran Bretagna    |
| 16   | Svezia           |